# Wybieranie (żeglarstwo)

Zmiana kąta trymu foka poprzez wybieranie prawego szota

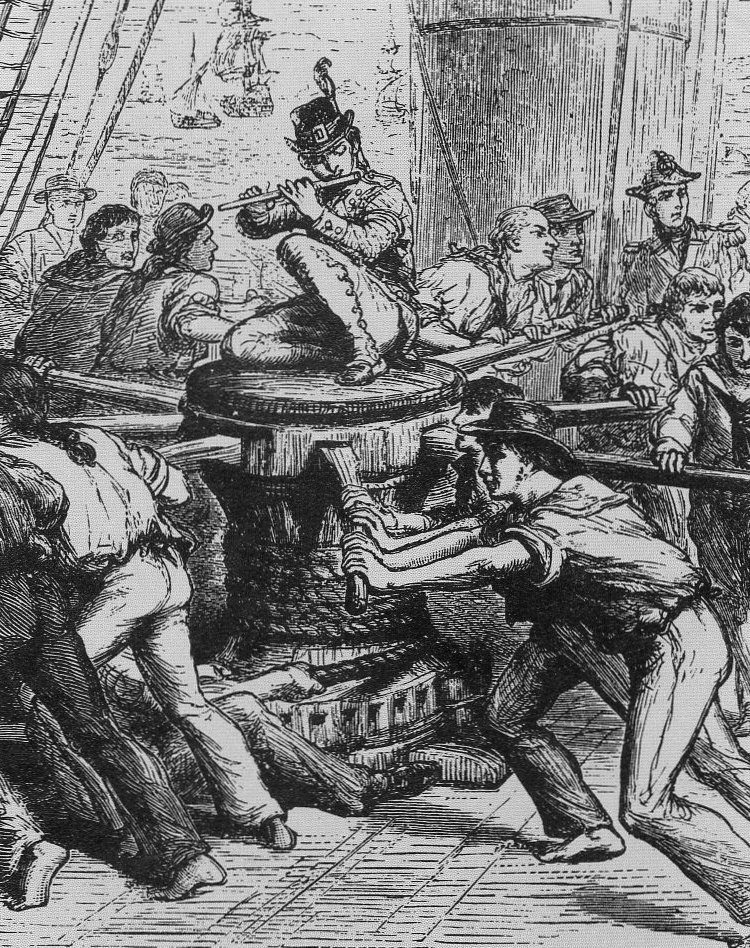
Załoga wybierająca linę za pomocą kabestanu

Wybieranie – w żeglarstwie działanie mające na celu skrócenie pracującej części szota, cumy czy innej liny bądź łańcucha.
Wybieranie może być dokonywane bezpośrednio poprzez pracę mięśni załogi, pośrednio z wykorzystaniem urządzeń takich jak kabestan czy bloki lub przy użyciu systemów mechanicznych (np. winda kotwiczna).
Działaniem przeciwnym do wybierania jest luzowanie.

## Komendy
Gdy na jednostce pływającej wyznaczony jest dowodzący, każda operacja wybierania może być poprzedzana komendą. W pierwszej kolejności podawany jest obiekt, którego dotyczy działanie, a następnie hasło „wybieraj”.

### Przykłady
- Cumy

„Cumę dziobową wybieraj!”, „Cumę rufową wybieraj!”, „Dość wybieraj cumę dziobową!”
- Szoty

„Lewy foka szot wybieraj!”, „Bezana szot wybieraj!”

## Wybieraj a wybierz
W żeglarstwie są używane (często i mylone ze sobą) komendy „Wybieraj!” oraz „Wybierz!”. "Wybierz!" – oznacza wybieranie maksymalne. Np. w przypadku pracy szotmena foka komenda „Wybieraj!” oznacza wybieranie do granicy łopotu żagla, tak aby fok pracował optymalnie na danym kursie (lekkie/ umiarkowane naprężenie liny), zaś komenda „Wybierz!” oznacza wybranie szota na tyle, na ile jest to możliwe (silne! naprężenie liny).